# 王度 (监察御史)
王度（1356年—1402年），字子中，江西行省惠州路歸善縣（今廣東省惠州市）人。明朝政治人物。
洪武年間，因明經而被舉薦，任山東道監察御史。建文年間，朱棣起兵，王度屢次獻計，并參與募兵。小河之捷，奉命到徐州勞軍。方孝孺寫信與王度道誓死社稷。后燕王攻佔南京后，王度因連坐方孝孺案，被戍邊賀縣，后因言語不遜，被判以族誅。